# Liste des vicaires apostoliques de Kontagora
Liste des vicaires apostoliques de Kontagora
(Apostolicus Vicariatus Kontagoranus)
La préfecture apostolique nigériane de Kontagora est créée le 15 décembre 1995 par détachement des diocèses d'Ilorin, de Minna et de Sokoto.
Elle est érigée en vicariat apostolique le 21 mai 2002.

## Est préfet apostolique
- 15 décembre 1995-21 mai 2002 : Timothy Carroll (Thimothy Joseph Carroll)

## Puis sont vicaires apostoliques
- 21 mai 2002-30 avril 2010 : Timothy Carroll (Thimothy Joseph Carroll), promu vicaire apostolique.
- 30 avril 2010-2 février 2012 : siège vacant
- depuis le 2 février 2012 : Bulus Dauwa Yohanna

## Sources
- L'ANNUAIRE PONTIFICAL, sur le site http://www.catholic-hierarchy.org, à la page